# الألياف البصرية إلى المنازل

الألياف البصرية إلى المنزل  (بالإنجليزية: Fiber To The Home)‏ اختصارًا: (بالإنجليزية: FTTH)‏؛ هي شبكة لتوصيل الألياف الضوئية إلى المنازل.

## تعريف
هي شبكة ألياف ضوئية بين مزود خدمة الإنترنت أو ISP والمستخدم النهائي وهي نوع من أنواع الألياف الضوئية إلى x وتنتهي قبلها الشبكة الضوئية النشطة ( النشطة التي تحتاج إلى كهرباء لكي تعمل)، وبعدها تبدأ الشبكة الضوئية الخاملة ( الخاملة التي لا تحتاج لكهرباء لكي تعمل )، (PON: Passive Optical Network) وتوزيعها على الشبكة المحلية بين المقاسم والمستخدمين في منازلهم بحيث يتم إيصال عدة خدمات في نفس الوقت منها الإنترنت والهاتف والفيديو والدوائر الخاصة باستخدام جهاز طرفي (ONT). تعتمد على بروتوكولات مثل GPON أو EPON أو BPON والمستخدم حديثا هي الجيجا (GPON: Gigabit Passive Optical Network) ويتم نقل المعلومات على حزم تسمى (GEM: GPON Encapsulation Module).

## كيفية عمل شبكة FTTH
تخرج الإشارة الكهربائية من مزود الخدمة لتدخل مقسم الخط البصري أو OLT أو Optical Line Termination الذي يتولى مهمة الدمج والتنسيق بين خدمات، على سبيل المثال لا الحصر إشارة الإنترنت وقنوات التلفاز والهاتف، وتعرف بالتشغيل الثلاثي Triple play، لتخرج بعد ذلك الإشارة ضوئية، وتدخل إلى مجزئ الخط البصري أو fiber optic splitter الذي يجزء الإشارة إلى 64 عميل أو 128 عميل، لتصل بعدها إلى وحدة الشبكة الضوئية أو Optical Network Unit الذي يقوم بتحويل الإشارة من ضوئية إلى كهربائية مرة أخرى ويوزع نوع الخدمة إلى المنفذ الخاص بها سبيل المثال لا الحصر إشارة الإنترنت وقنوات التلفاز والهاتف.

## خصائص شبكة FTTH
- التنزيل (Download for Data ): عند استخدام البروتوكول GPON تكون السرعة إجمالية مشتركة هي 2.488 جيجا بت على الطول الموجي 1490 نانو متر. تستقبل كل الأجهزة الطرفية الإشارات كلها وتقبل فقط المعلومات المعنونة للجهاز المستقبل. أقصى سرعة يتم اعتمادها لجهاز طرفي واحد هي سرعة 100 ميجابت.
- الرفع (Upload for Data ): سرعة إجمالية مشتركة هي 1.244 جيجا بت باستخدام الطول الموجي 1310 نانو متر. يرسل كل جهاز طرفي إشاراته في الأوقات المجدولة له من البورت والمغيرة باستمرار آخذاً بعين الاعتبار الأولويات ومستوى الجودة والسرعات المتفق عليها ومستوى التزاحم.

التنزيل (Download for Video): يستخدم الطول الموجي 1550 نانو متر لنقل الفيديو. أقصى سرعة يتم اعتمادها لجهاز طرفي واحد هي سرعة 100 ميجابت.

## مميزات شبكة الألياف للمنازل مقارنة بالشبكة النحاس[2]
1. - السرعة العالية.
2. - الدقة ونقاوة الإشارات.
3. - عدم تناقص السرعة مع زيادة المسافة. فأبعد عميل بإمكانه الحصول عن نفس سرعة أقرب عميل.
4. - تعددية الخدمات وسهولة تقديمها والقابلية لدعم خدمات مستقبلية.
5. - إمكانية تغيير السعة وعدد المنافذ لدى العميل بتغيير الجهاز.
6. - بعد المسافة بأكثر من 8 كيلو متر وحتى 60 كيلومتر في حالة عدم تفريع الشعيرة.